# Csévi-patak
A Csévi-patak a Dorogi-medence északkeleti részének fő vízfolyása, amely a Komárom-Esztergom vármegyei Piliscsév és Leányvár területén folyik keresztül, amíg el nem éri a 10-es főúttal nagyjából párhuzamos, Piliscsabától Esztergomig folyó Kenyérmezői-patakot. Vízgyűjtő területe szinte egybeesik Piliscsév közigazgatási területével: az északi, keleti és déli irányból is kisebb-nagyobb hegyekkel övezett település területére lehulló csapadékvizeket és az ott fakadó forrásvizeket vezeti le Duna felé.
A patakot tápláló források közül talán a legismertebb a Piliscsév belterületétől északkeletre, a Pilis tömbje és a Basa-hegy között, három kisebb völgy találkozásánál fakadó Eszperantó-forrás.